# 城ヶ島公園
城ヶ島公園（じょうがしまこうえん）は、神奈川県三浦市に位置する神奈川県立の都市公園（風致公園）である。城ヶ島のおおむね東半分を占めている。

## 主な施設

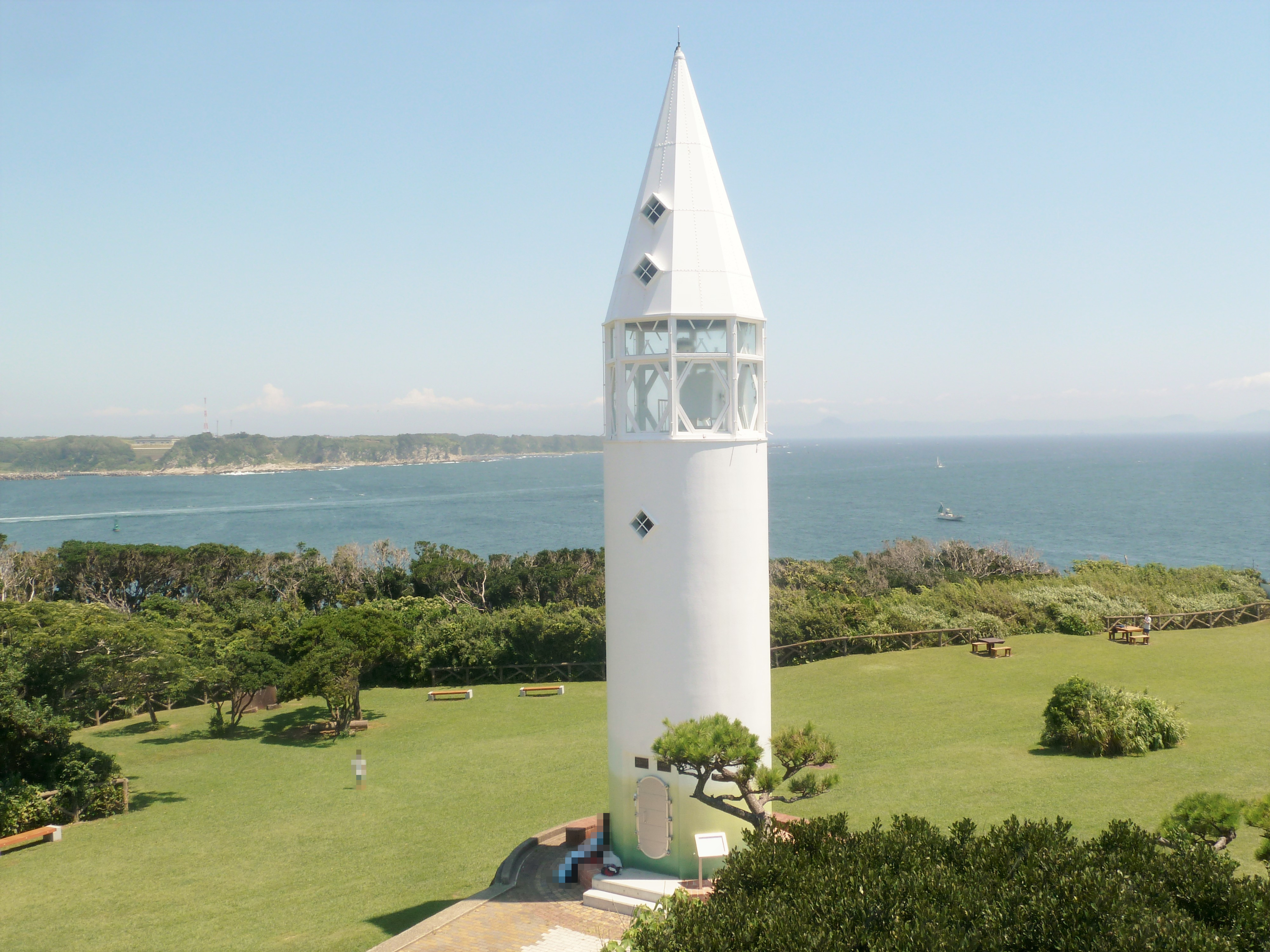
安房埼灯台
- 展望休憩所・展望台
- ピクニック広場
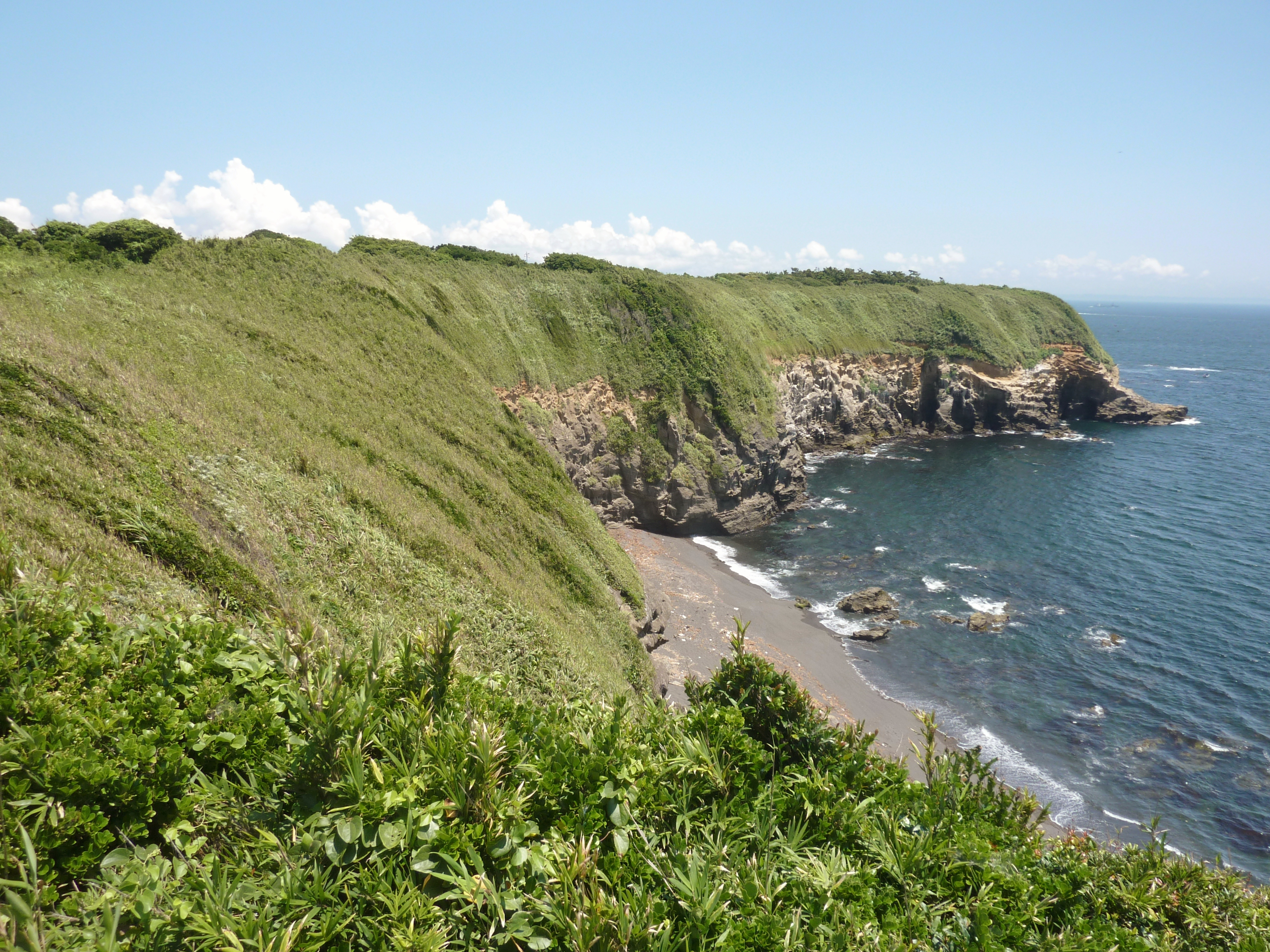
ウミウ等生息地（県指定天然記念物）
- 植物保護区・水仙花園

- 安房埼灯台
- ウミウ展望台より望むウミウ等生息地

## 交通
- 京浜急行電鉄三崎口駅から京浜急行バス城ヶ島行き約20分